# Quadratura do quadrado
 'Quadratura do quadrado'  ou em inglês Squaring the square, é o problema de formar um mosaico quadrado integral usando apenas outros integrantes quadrados. (Um integrante quadrado é um quadrado cujos lados têm comprimento inteiro.) O nome foi cunhado em uma analogia bem-humorada com a quadratura do círculo. A quadratura do quadrado é uma tarefa fácil, a menos que condições adicionais estejam definidas. A restrição mais estudada é que a quadratura ser perfeita, o que significa que os tamanhos dos quadrados menores são todos diferentes. Um problema relacionado é a quadratura do plano, o que pode ser feito mesmo com a restrição de que cada número natural ocorra exatamente uma vez como um tamanho de uma praça no mosaico.